# Yuko Emoto
Yuko Emoto (Asahikawa, 23 december 1972) is een voormalig Japans judoka. Emoto won tijdens Aziatische kampioenschappen en Aziatische Spelen twee bronzen en één zilveren medaille. Emoto behaalde haar grootste succes door het winnen van olympisch goud tijdens de spelen van Atlanta.

## Resultaten
- Aziatische kampioenschappen judo 1993 in Macau  in het halfmiddengewicht
- Aziatische Spelen 1994 in Hiroshima  in het halfmiddengewicht
- Aziatische kampioenschappen judo 1995 in New Delhi  in het halfmiddengewicht
- Olympische Zomerspelen 1996 in Atlanta  in het halfmiddengewicht

1992: Catherine Fleury-Vachon ·
1996: Yuko Emoto ·
2000: Séverine Vandenhende ·
2004: Ayumi Tanimoto ·
2008: Ayumi Tanimoto · 
2012: Urška Žolnir · 
2016: Tina Trstenjak · 
2020: Clarisse Agbegnenou · 
2024: Andreja Leški
- Virtual International Authority File: 8228156497257517740000